# بلترامی (مینه‌سوتا)
بلترامی، مینه‌سوتا (به انگلیسی: Beltrami, Minnesota) یک شهر در ایالات متحده آمریکا است که در مینه‌سوتا واقع شده‌است.

## خصوصیات
بلترامی ۵٫۱۸ کیلومترمربع مساحت و ۱۰۷ نفر جمعیت دارد و ۲۷۵ متر بالاتر از سطح دریا واقع شده‌است.